# Andrzej Jastrzębski
Andrzej Jastrzębski, ps. Snajper (ur. 16 października 1939 w Świdrze – obecnie dzielnica Otwocka) – polski muzyk jazzowy, grający na tubie.
Zadebiutował w roku 1960 jako członek zespołu Beat Back Step Jazz. W latach 1962–1967 związany z grupą Ragtime Jazz Band. Pomysłodawca i założyciel zespołu Hagaw, z którym współpracował od roku 1964 do końca 1965. W latach 1969–1983 należał do zespołu Vistula River Brass Band.
W roku 1983 wraz z pianistą Mieczysławem Mazurem założył muzyczny duet Ragtime Duo. Współpraca ta trwała do przełomu 1987 i 1988 roku. Następnie w latach 1989-1992 prowadził własną grupę jazzową Warsaw Snajpers, w której sam grał na tubie, a ponadto: Stanisław Jonak na klarnecie, Andrzej Nowak na banjo, Edward Nowakowski na trąbce oraz Włodzimierz Sadowski na puzonie wentylowym.
Obecnie występuje w zespole Old Jazz Band wraz z Janem "Nankiem" Gostkiewiczem (trąbka) i Mirosławem Dołowym (banjo, gitara).